# Ploceus dorsomaculatus
Ploceus dorsomaculatus là một loài chim trong họ Ploceidae.